# Représentations diplomatiques du Danemark

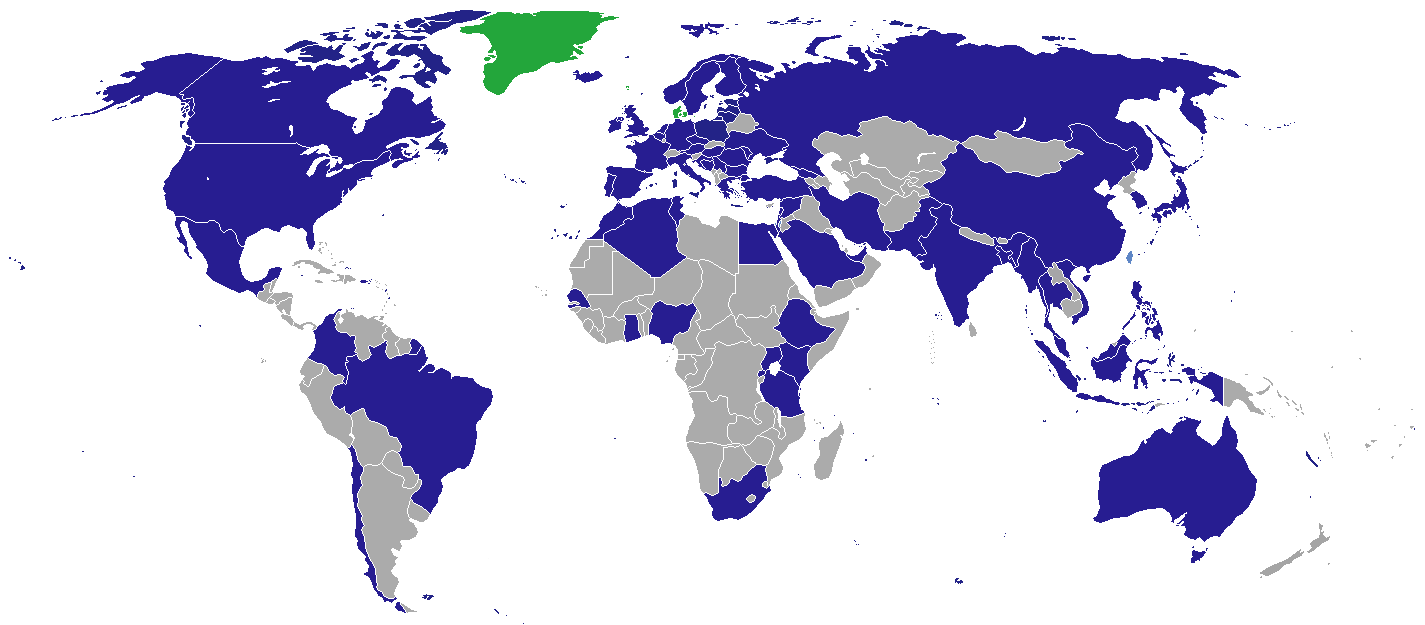
Pays avec des représentations diplomatiques du Danemark.

Ceci est une liste des représentations diplomatiques du Danemark. Le Royaume de Danemark en tant qu'État souverain se compose de trois pays intégrés à la communauté du Royaume (Danemark (proprement dit), Groenland, Îles Féroé) et dispose de 64 ambassades à l'étranger. Dans les pays où il n'y a pas de mission danoise, selon le traité d'Helsinki, les agents des services étrangers de l'un des pays nordiques doivent assister les citoyens d'un autre pays nordique si ce pays n'est pas représenté sur le territoire concerné.

## Afrique
- Afrique du Sud
  - Pretoria (ambassade)
- Algérie
  - Alger (ambassade)
- Burkina Faso
  - Ouagadougou (ambassade)
- Égypte
  - Le Caire (ambassade)
- Éthiopie
  - Addis-Abeba (ambassade)
- Ghana
  - Accra (ambassade)
- Kenya
  - Nairobi (ambassade)
- Mali
  - Bamako (ambassade)
- Maroc
  - Rabat (ambassade)
- Nigeria
  - Abuja (ambassade)
  - Lagos (consulat général)
- Ouganda
  - Kampala (ambassade)
- Rwanda
  - Kigali (ambassade)
- Tanzanie
  - Dar es Salam (ambassade)

## Amérique
- Brésil
  - Brasilia (ambassade)
  - São Paulo (consulat général)
- Canada
  - Ottawa (ambassade)
  - Toronto (consulat général)
- Chili
  - Santiago (ambassade)
- Colombie
  - Bogota (ambassade)
- États-Unis
  - Washington (ambassade, bureau de représentation :  Groenland)
  - Chicago (consulat général)
  - Houston (consulat général)
  - New York (consulat général)
  - Palo Alto (consulat général et centre d'innovation de la Silicon Valley)
- Mexique
  - Mexico (ambassade)

## Asie
- Arabie saoudite
  - Riyad (ambassade)
- Bangladesh
  - Dacca (ambassade)
- Birmanie
  - Rangoun (ambassade)
- Chine
  - Pékin (ambassade)
  - Canton (consulat général)
  - Shanghai (consulat général)
- Corée du Sud
  - Séoul (ambassade)
- Émirats arabes unis
  - Abou Dabi (ambassade)
- Géorgie
  - Tbilissi (ambassade)
- Inde
  - New Delhi (ambassade)
- Indonésie
  - Jakarta (ambassade)
- Iran
  - Téhéran (ambassade)
- Israël
  - Tel Aviv-Jaffa (ambassade)
- Japon
  - Tokyo (ambassade)
- Liban
  - Beyrouth (ambassade)
- Malaisie
  - Kuala Lumpur (ambassade)
- Pakistan
  - Islamabad (ambassade)
- Palestine
  - Ramallah (bureau de représentation)
- Philippines
  - Manille (ambassade)
- Singapour
  - Singapour (ambassade)
- Taïwan
  - Taipei (bureau commercial du Danemark à Taipei)
- Thaïlande
  - Bangkok (ambassade)
- Turquie
  - Ankara (ambassade)
  - Istanbul (consulat général)
- Vietnam
  - Hanoï (ambassade)

## Europe
- Allemagne
  - Berlin (ambassade)
  - Flensbourg (consulat général)
  - Hambourg (consulat général)
  - Munich (consulat général)
- Autriche
  - Vienne (ambassade)
- Belgique
  - Bruxelles (ambassade, bureau de représentation :  Îles Féroé,  Groenland)
- Bosnie-Herzégovine
  - Sarajevo (ambassade)
- Bulgarie
  - Sofia (ambassade)
- Croatie
  - Zagreb (ambassade)
- Espagne
  - Madrid (ambassade)
- Estonie
  - Tallinn (ambassade)
- Finlande
  - Helsinki (ambassade)
- France
  - Paris (ambassade)
- Grèce
  - Athènes (ambassade)
- Hongrie
  - Budapest (ambassade)
- Irlande
  - Dublin (ambassade)
- Islande
  - Reykjavik (ambassade, bureau de représentation :  Îles Féroé,  Groenland))
- Italie
  - Rome (ambassade)
- Lettonie
  - Riga (ambassade)
- Lituanie
  - Vilnius (ambassade)
- Moldavie
  - Chişinău (ambassade)
- Norvège
  - Oslo (ambassade)
- Pays-Bas
  - La Haye (ambassade)
- Pologne
  - Varsovie (ambassade)
- Portugal
  - Lisbonne (ambassade)
- République tchèque
  - Prague (ambassade)
- Roumanie
  - Bucarest (ambassade)
- Royaume-Uni
  - Londres (ambassade, bureau de représentation :  Îles Féroé)
- Russie
  - Moscou (ambassade, bureau de représentation :  Îles Féroé)
- Serbie
  - Belgrade (ambassade)
- Suède
  - Stockholm (ambassade)
- Ukraine
  - Kiev (ambassade)

## Océanie
- Australie
  - Canberra (ambassade)
  - Sydney (consulat général)

## Organisations internationales
- Conseil de l'Europe[3] :
  - Strasbourg
- Union européenne[4],[5],[6] :
  - Bruxelles
- OTAN[7]
  - Bruxelles
- Organisation de coopération et de développement économiques[8]
  - Paris
- Organisation pour la sécurité et la coopération en Europe[9]:
  - Vienne
- Agence internationale de l'énergie atomique[9]
  - Vienne
- Organisation du traité d'interdiction complète des essais nucléaires[9]:
  - Vienne
- ONU
  - New York[10]
  - Genève[11]
  - Vienne[12]

## Galerie

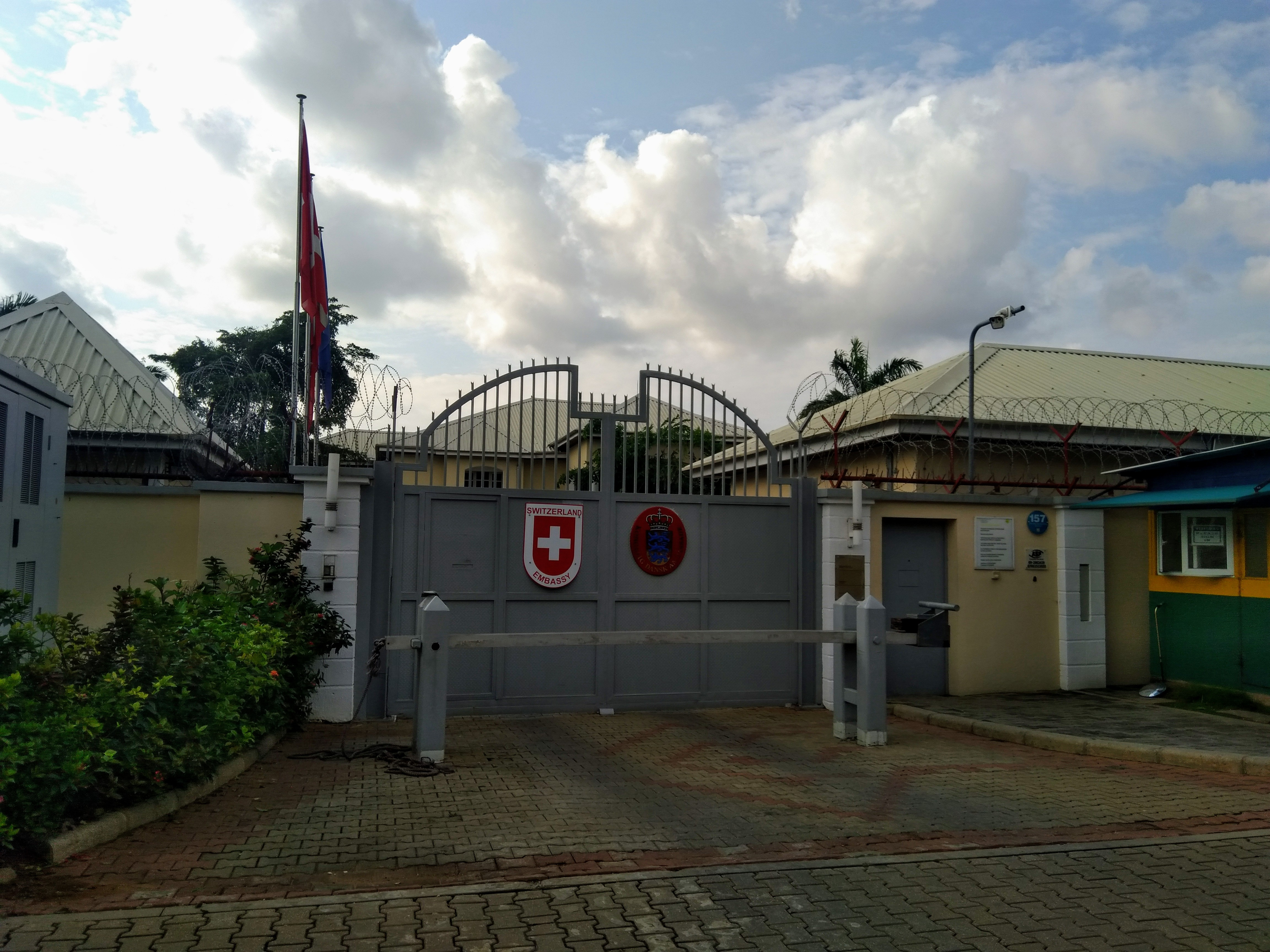
Ambassade à Abuja.
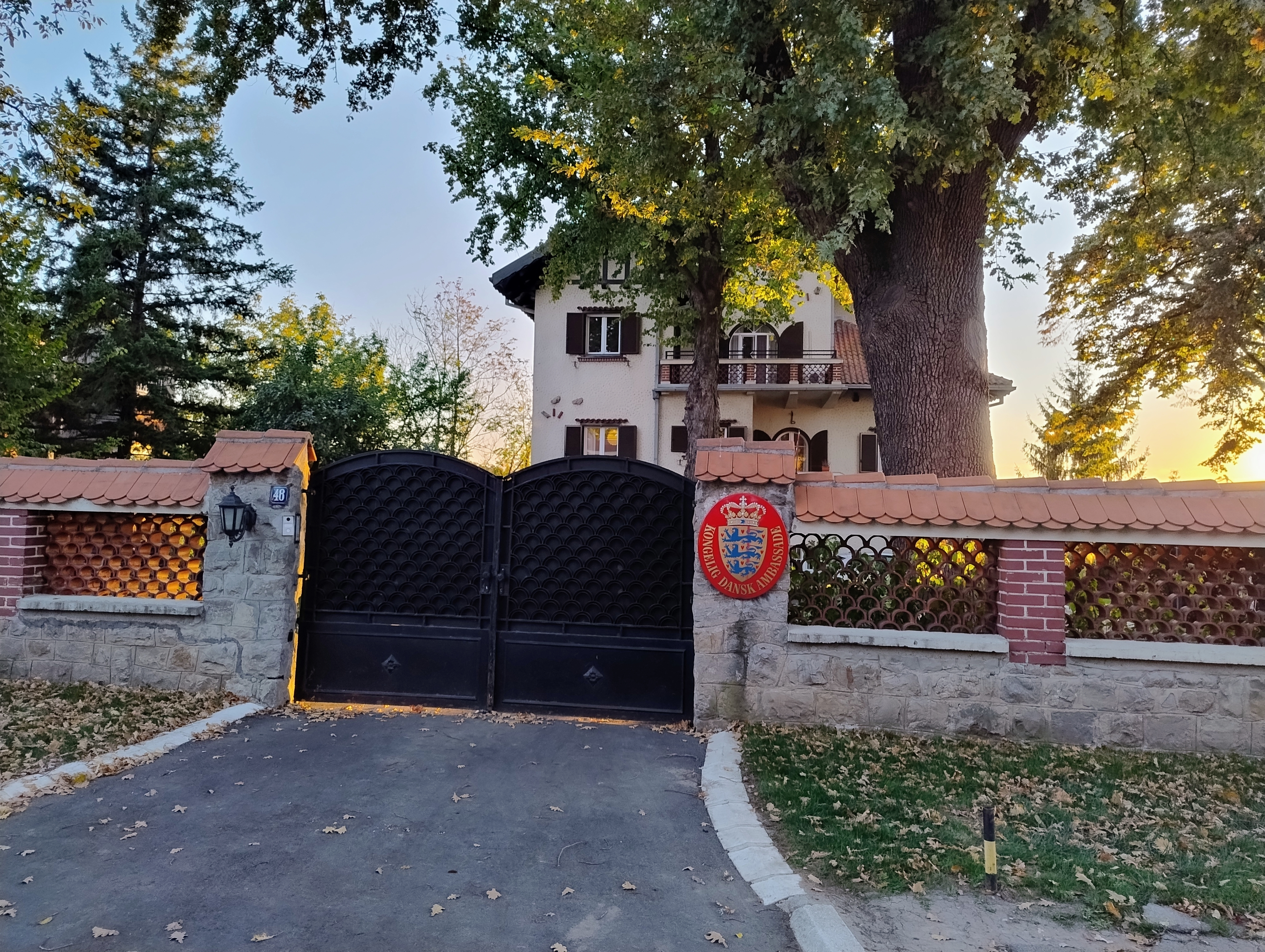
Ambassade à Belgrade.
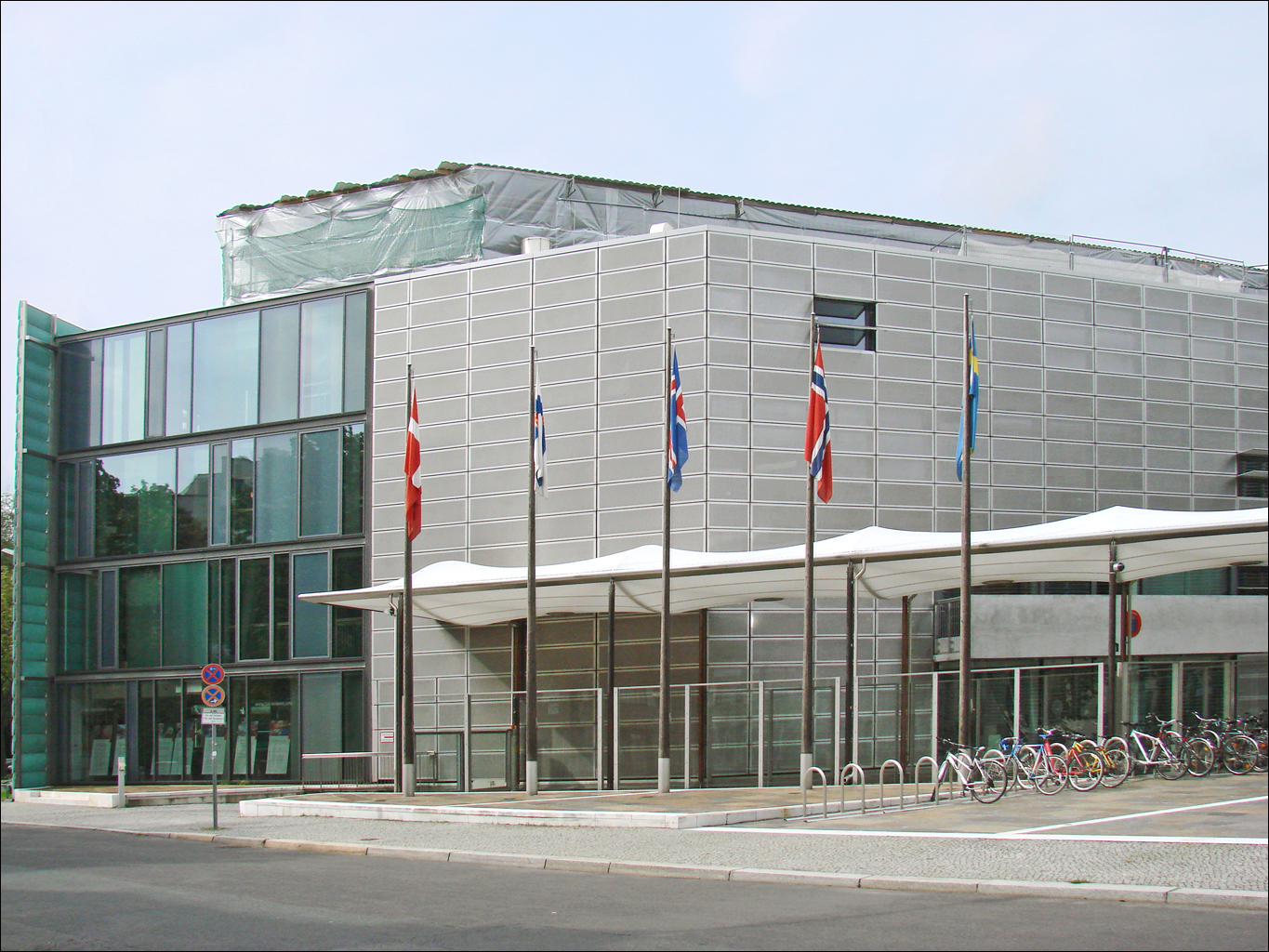
Ambassade à Berlin.
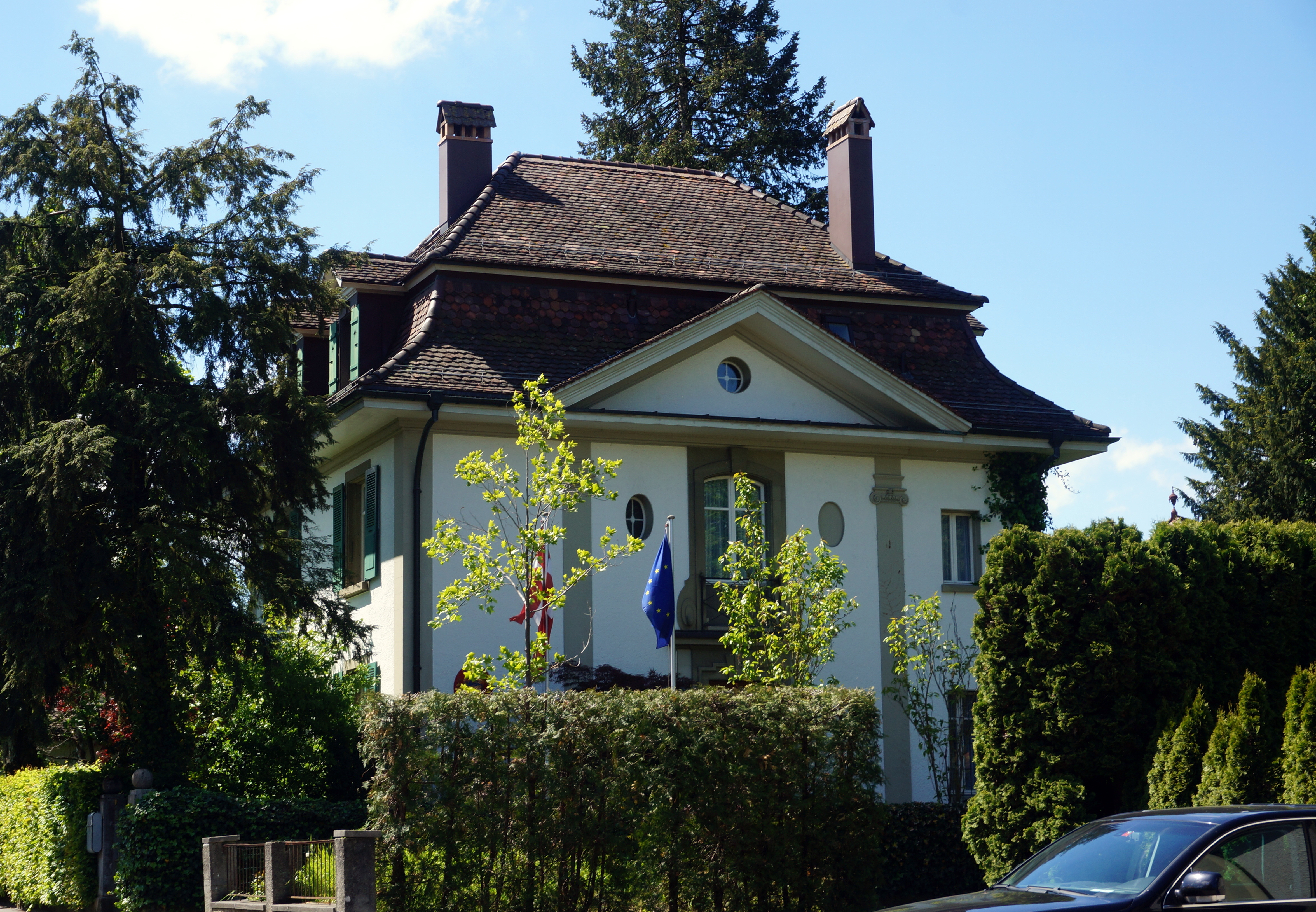
Ambassade à Berne.
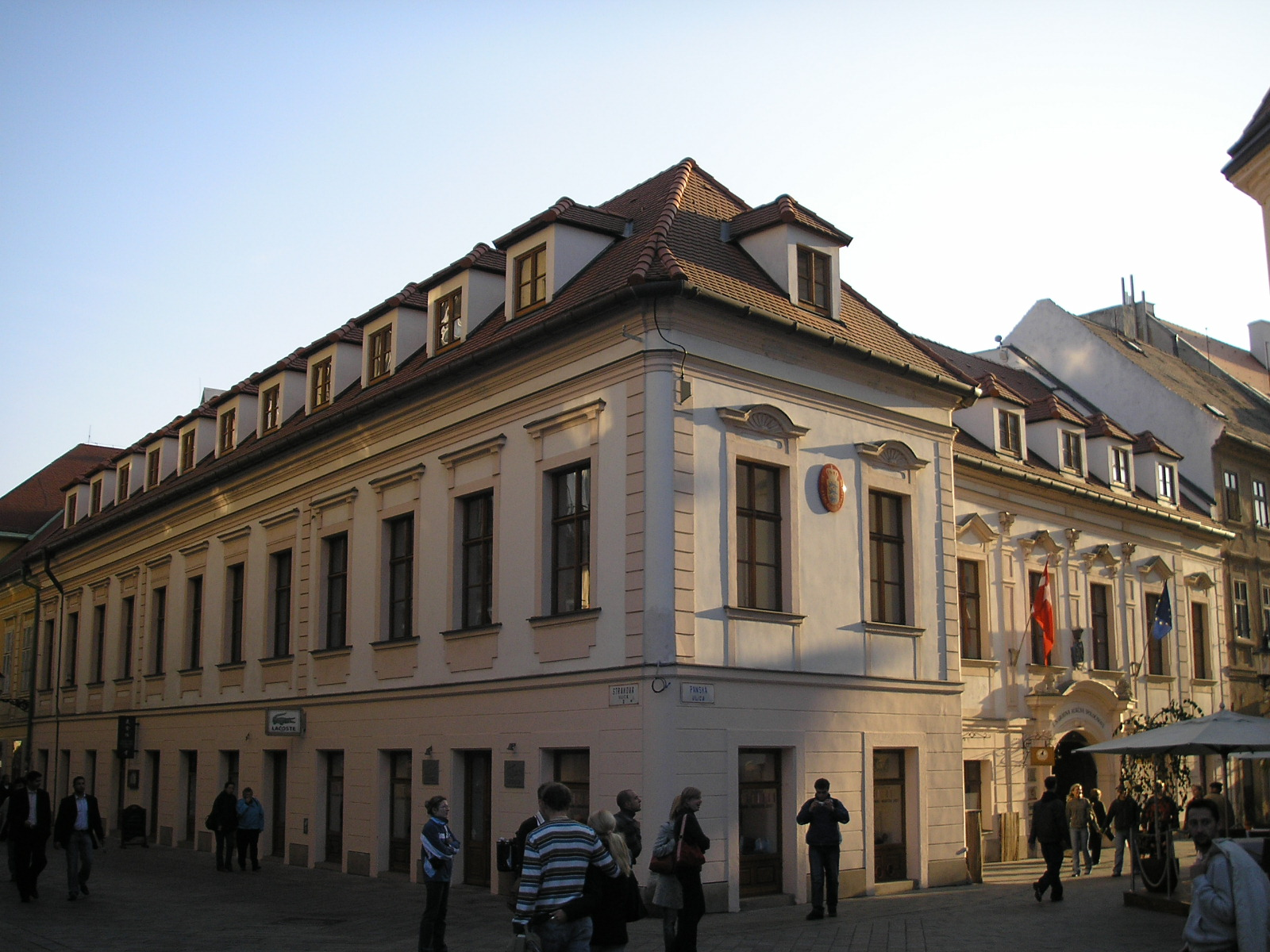
Ambassade à Bratislava.
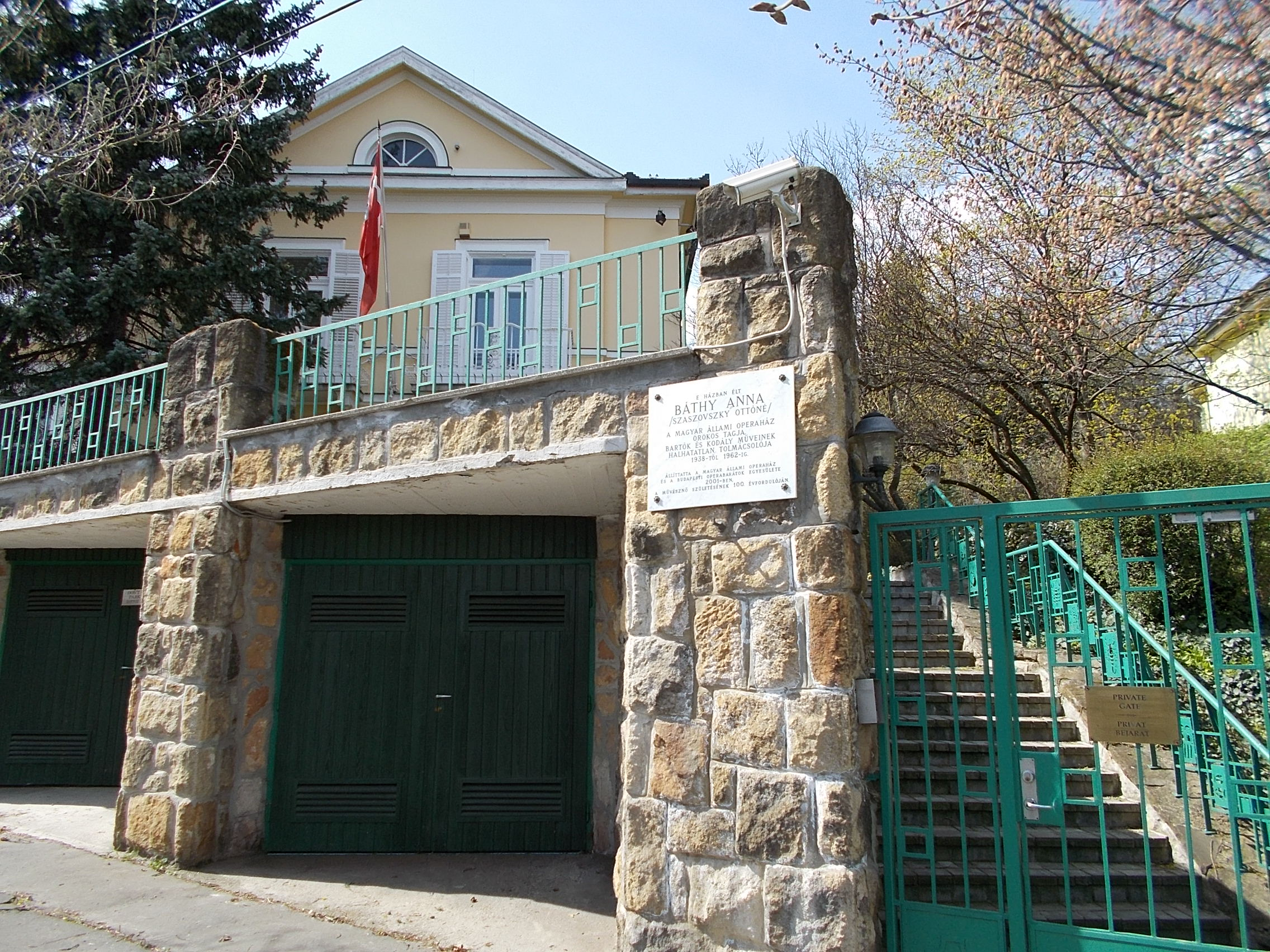
Ambassade à Budapest.
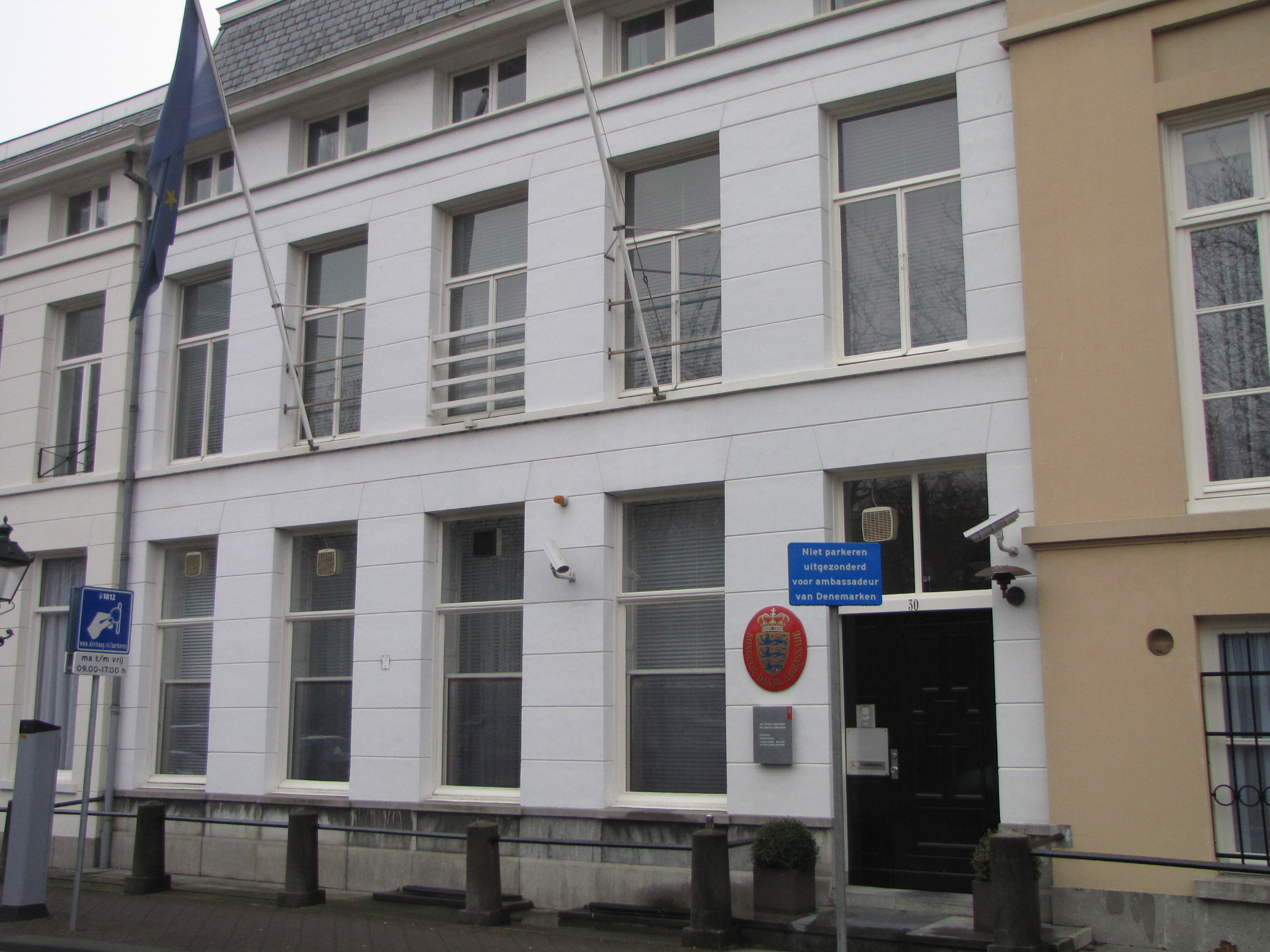
Ambassade à La Haye.
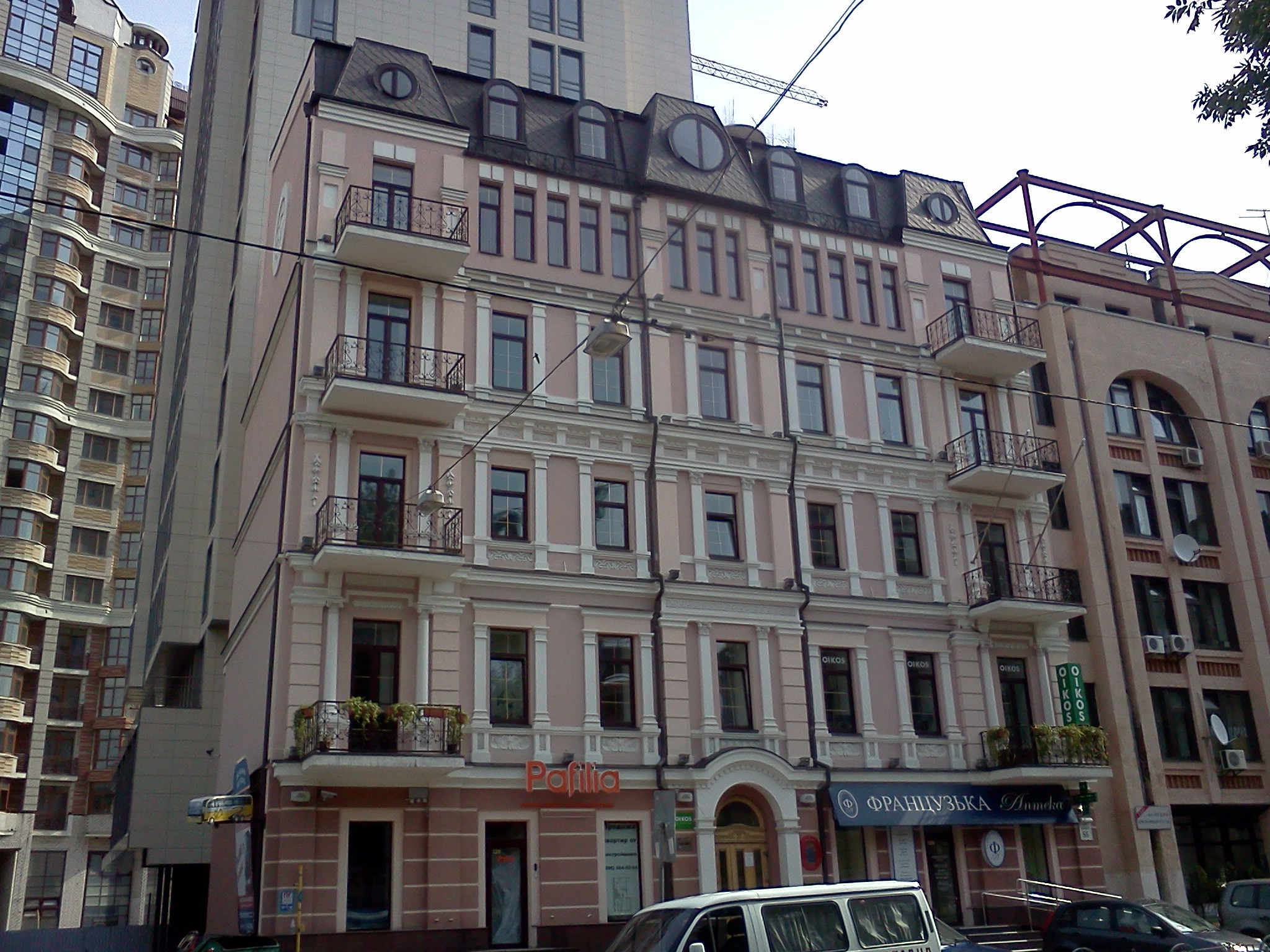
Ambassade à Kiev.
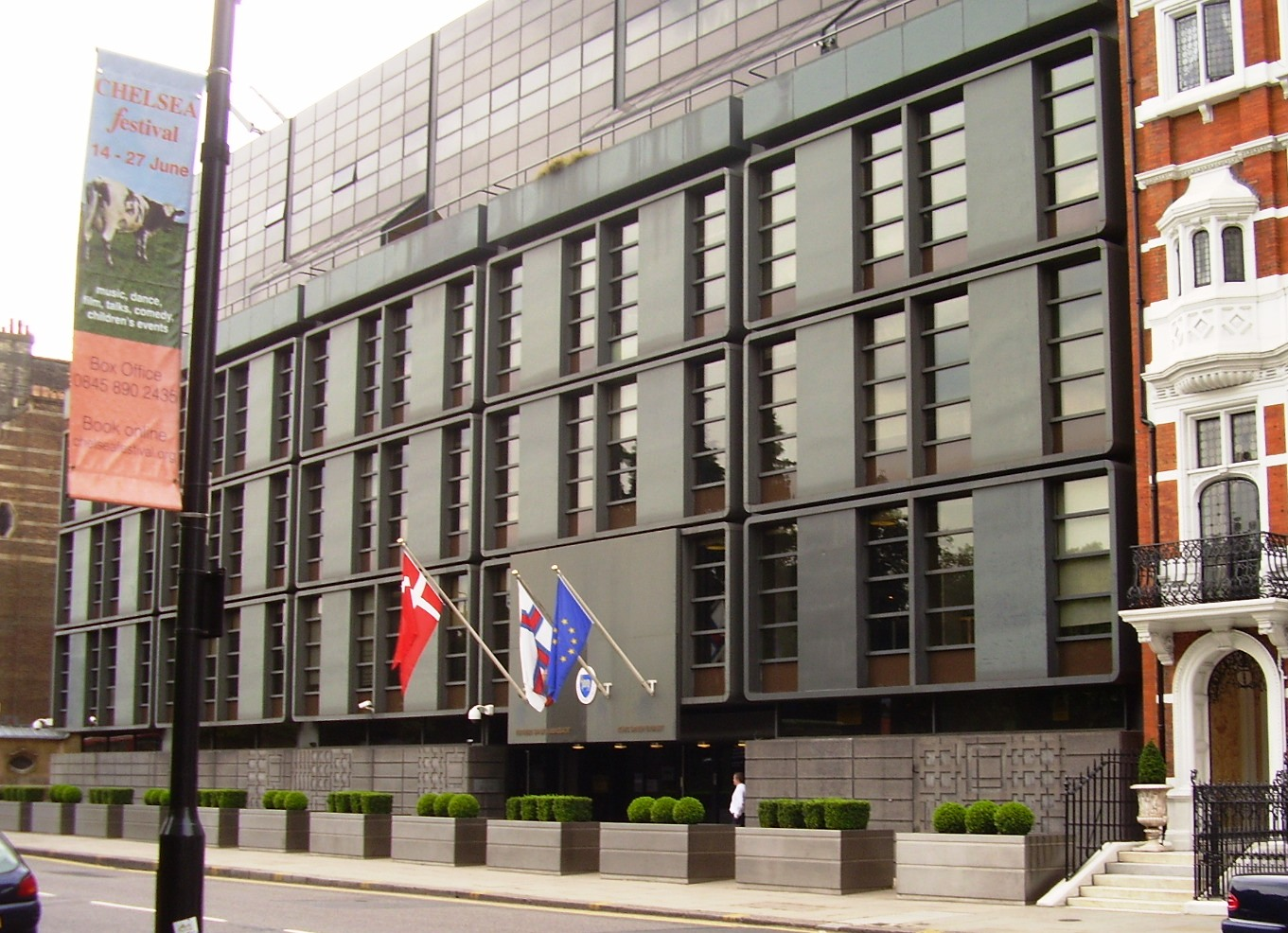
Ambassade à Londres.
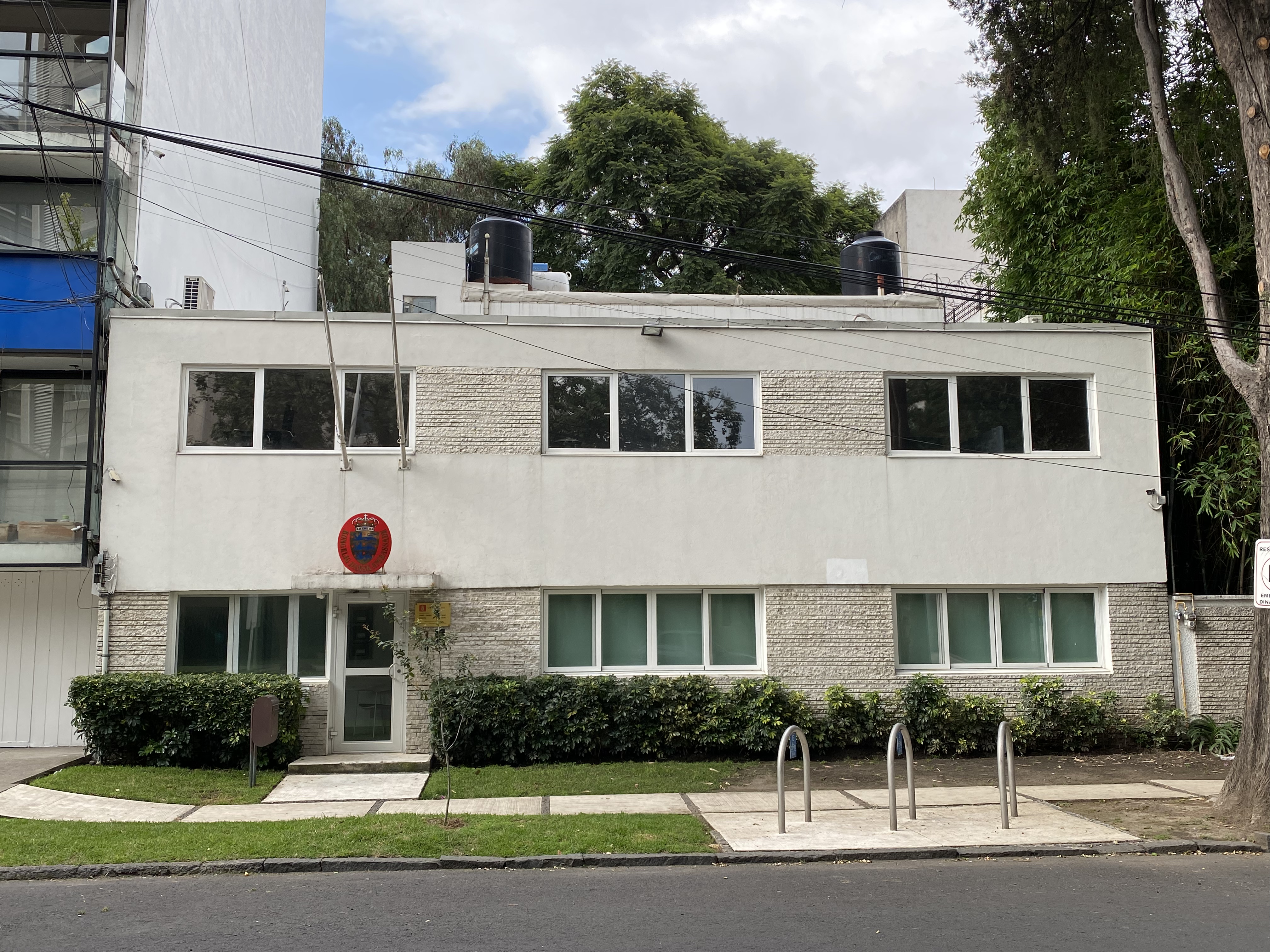
Ambassade à Mexico.
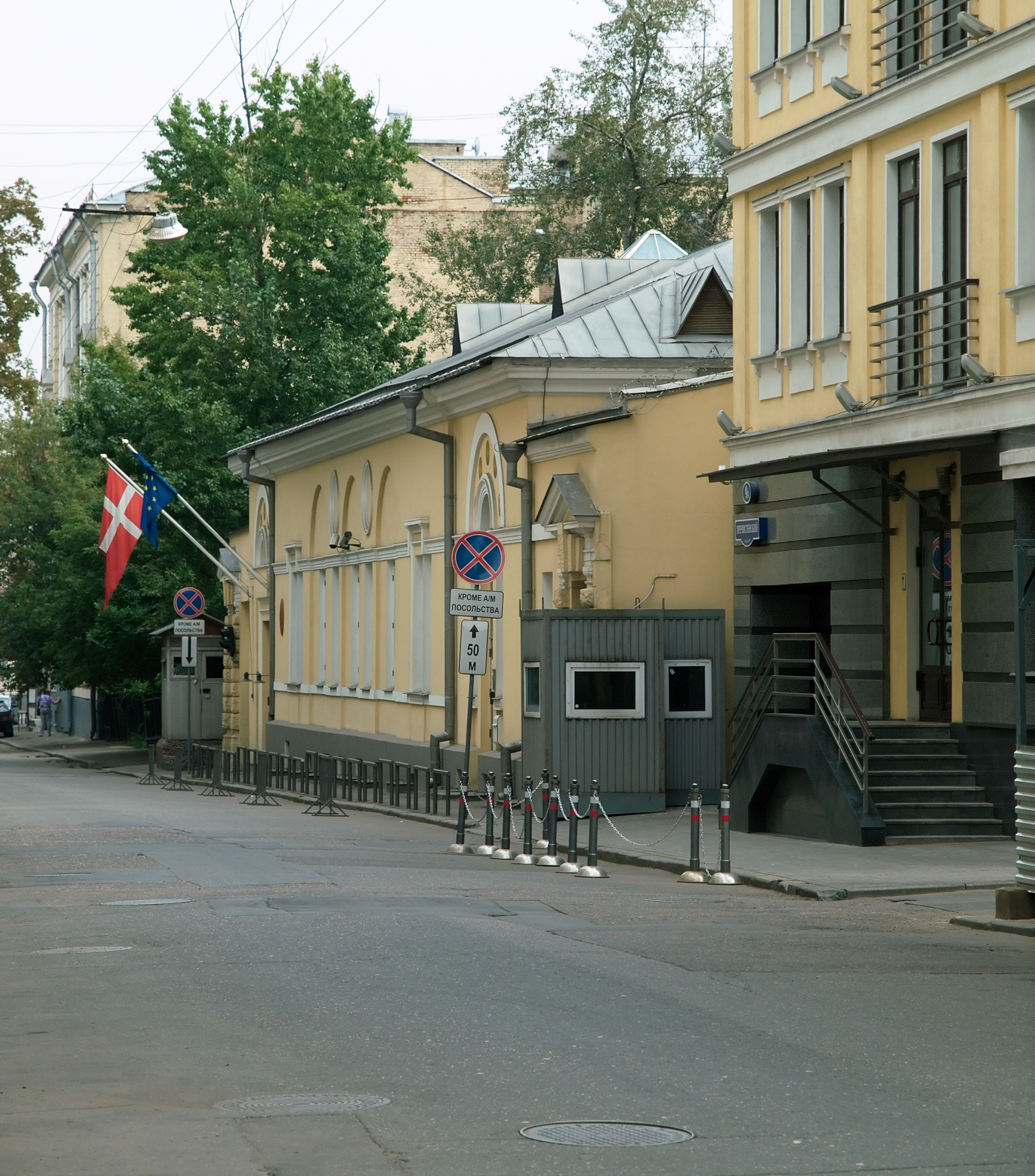
Ambassade à Moscou.
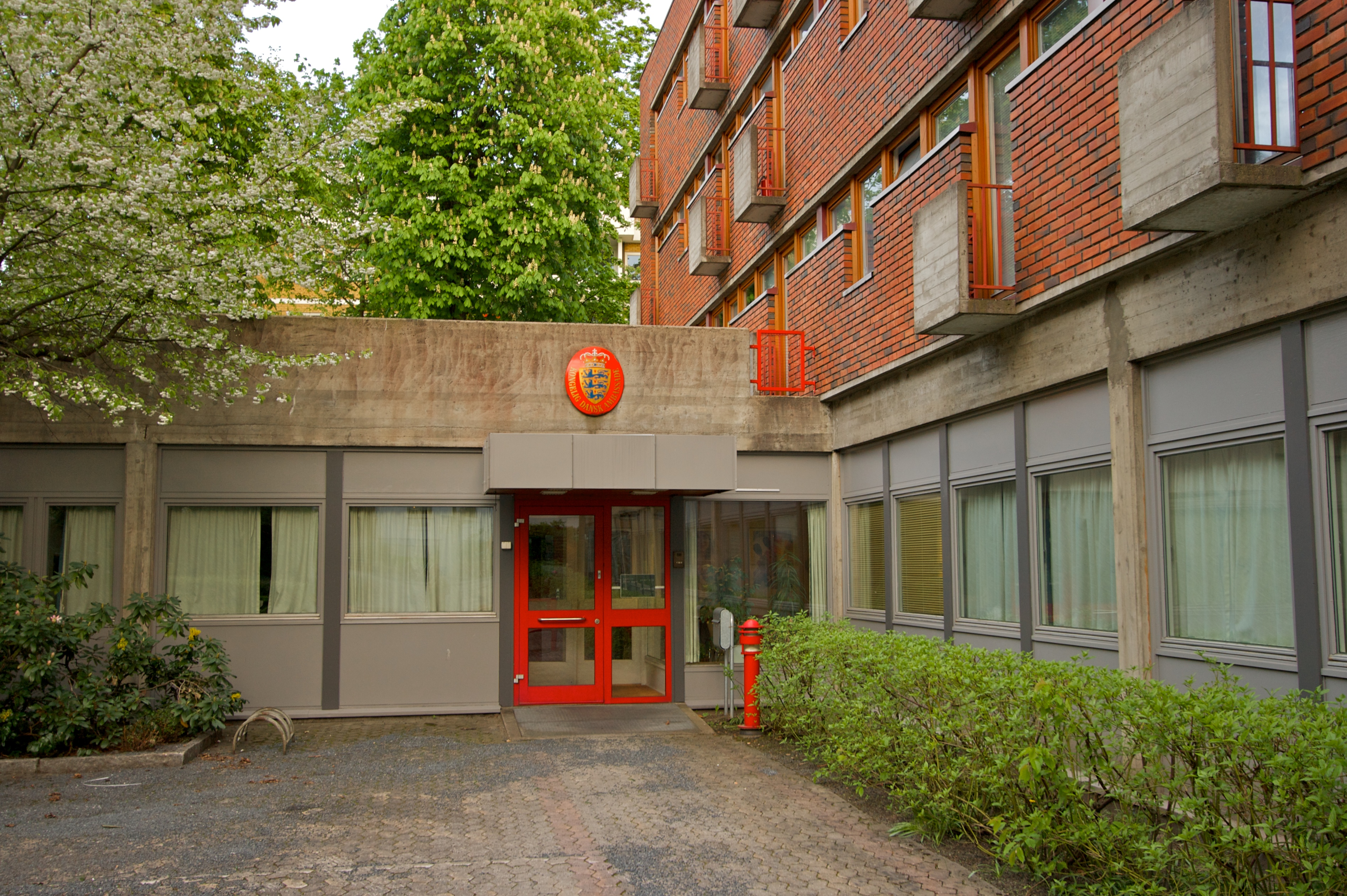
Ambassade à Oslo.
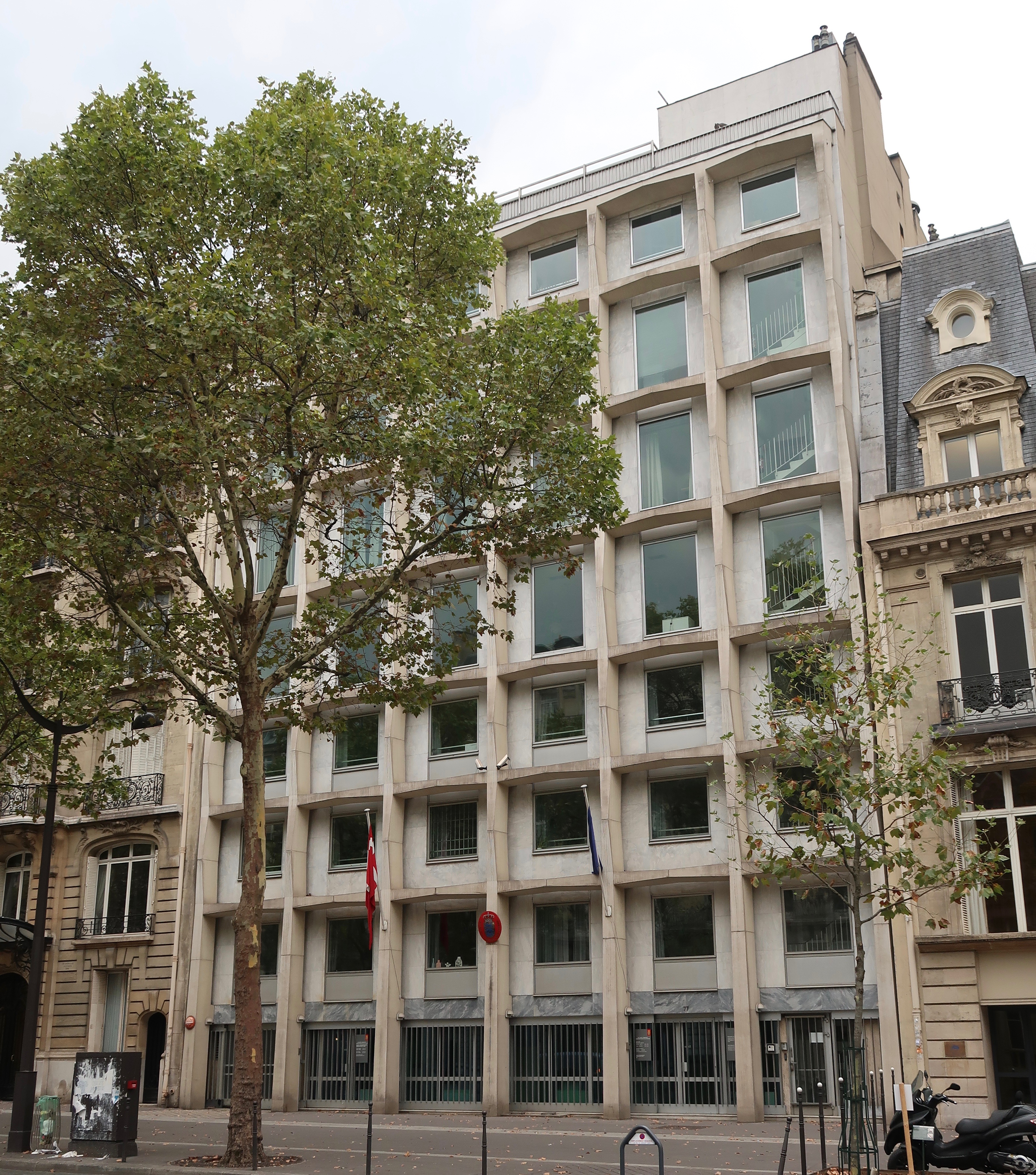
Ambassade à Paris.
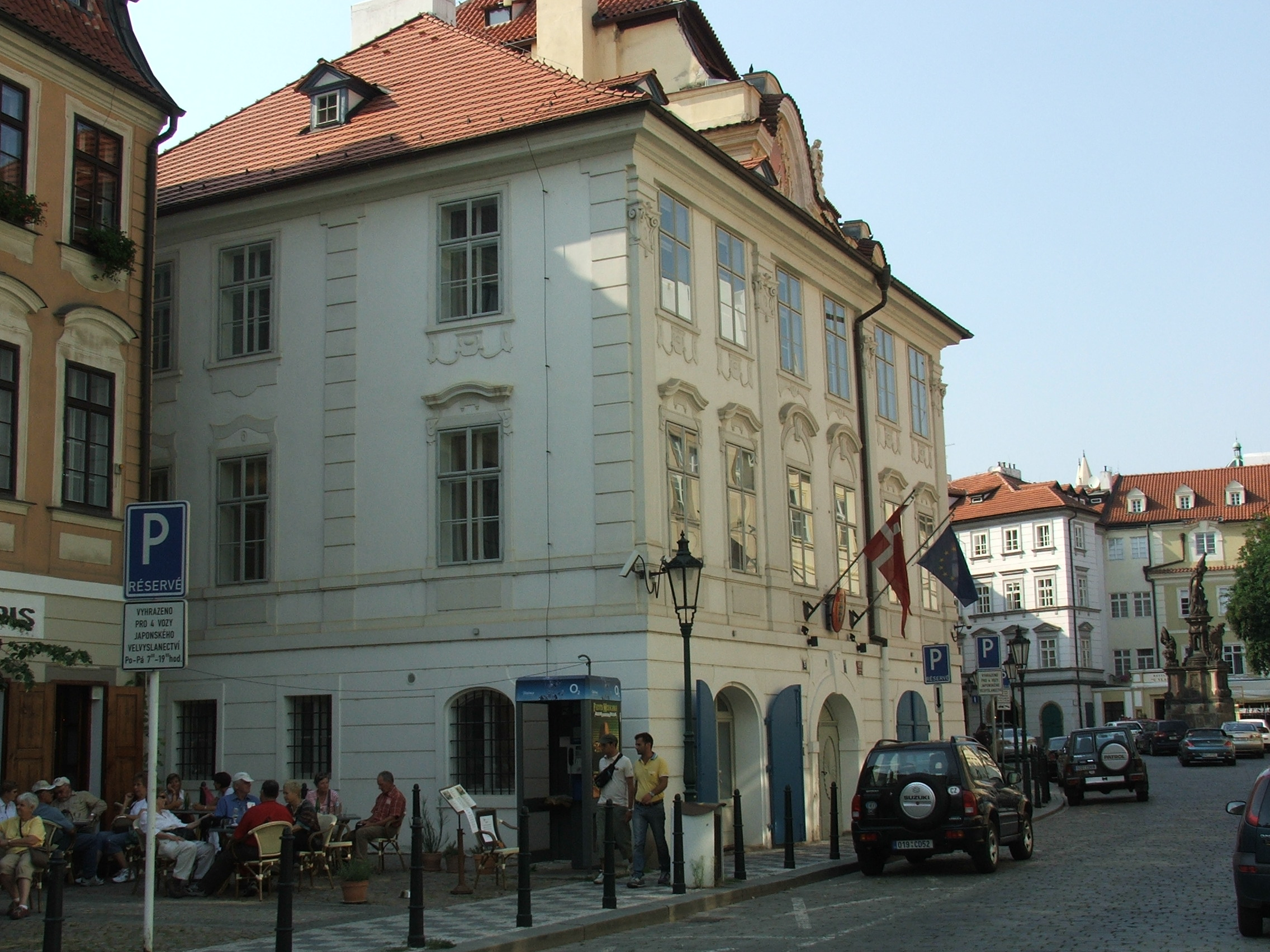
Ambassade à Prague.
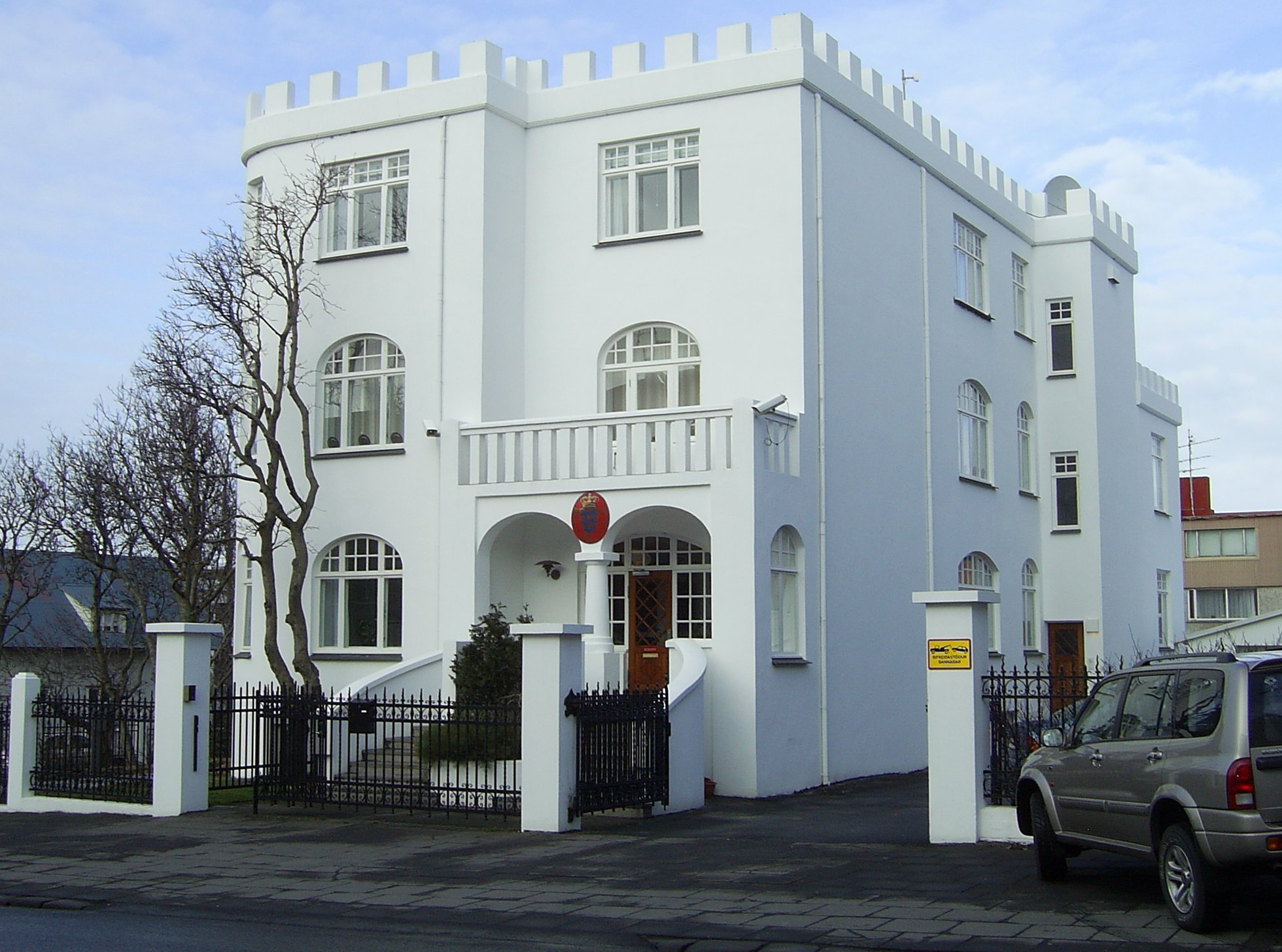
Ambassade à Reykjavík.
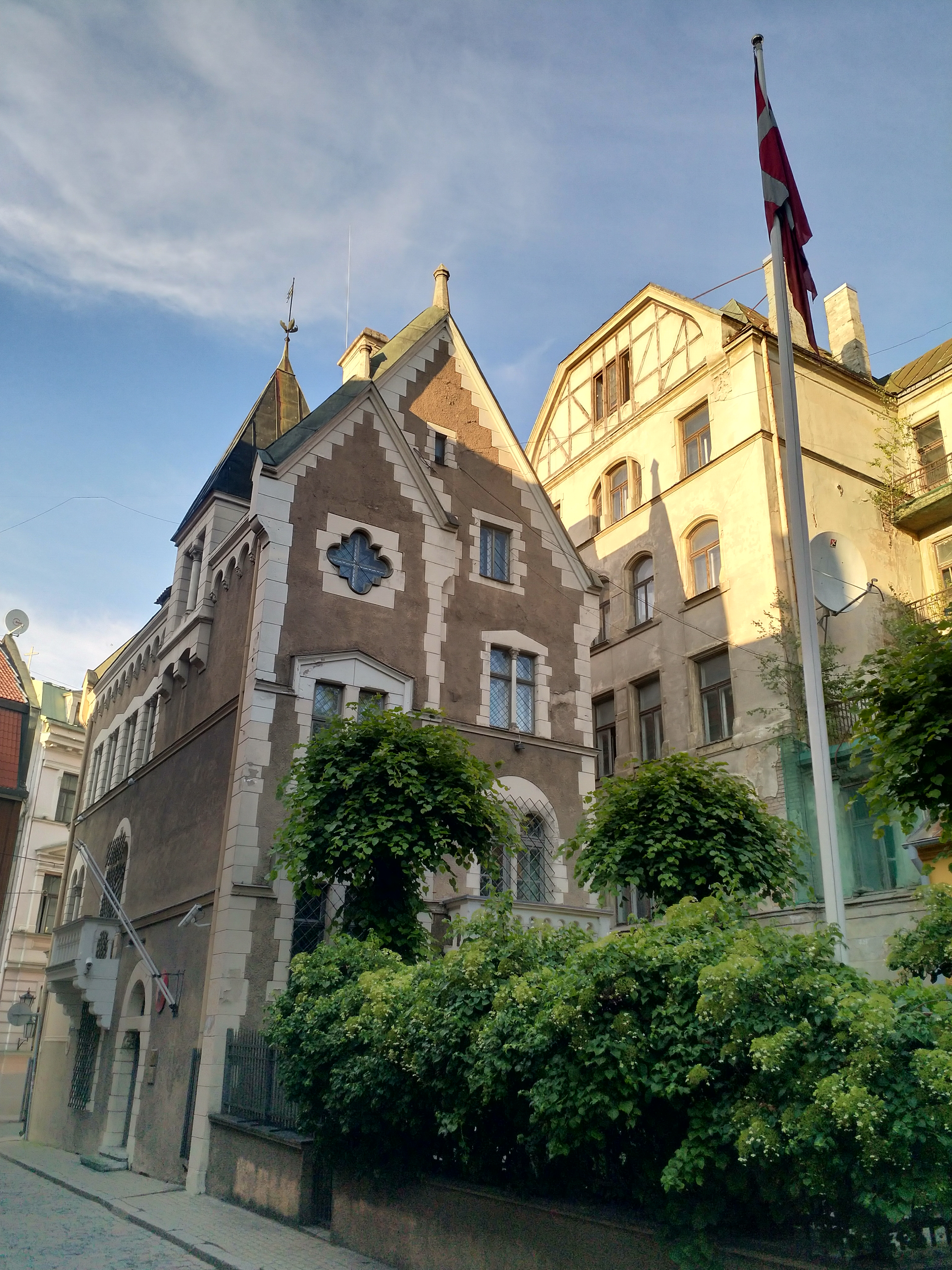
Ambassade à Riga.
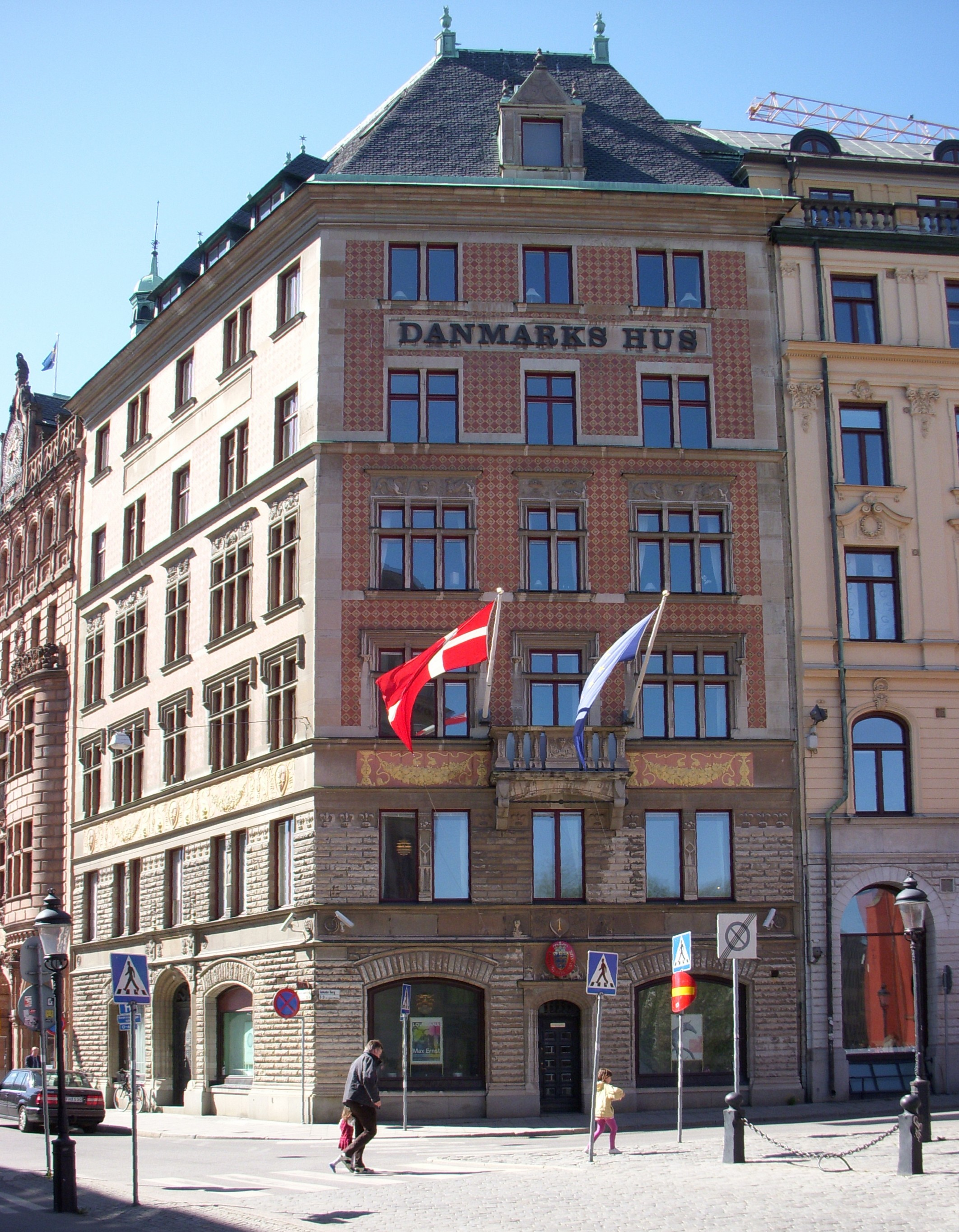
Ambassade à Stockholm.
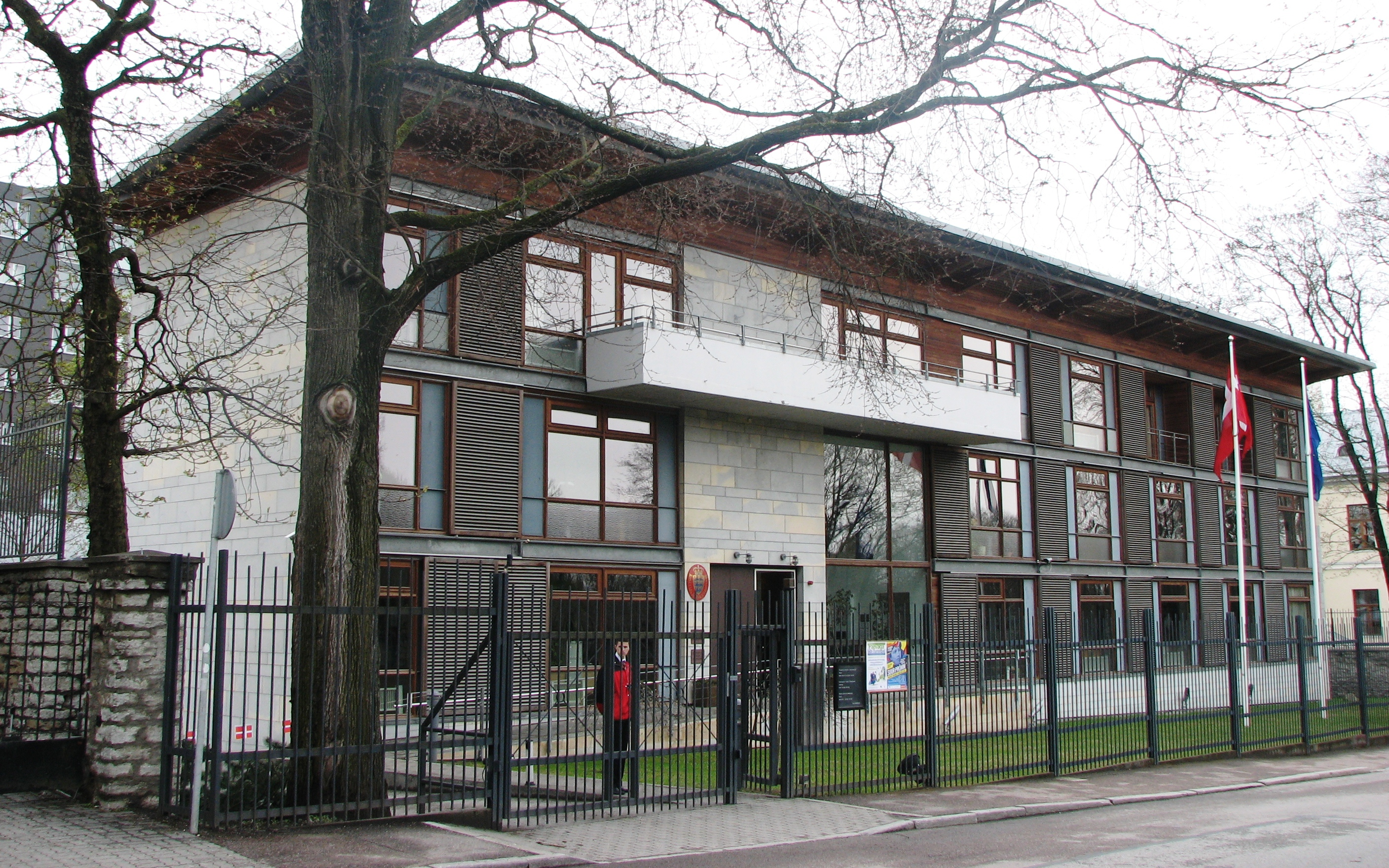
Ambassade à Tallinn.
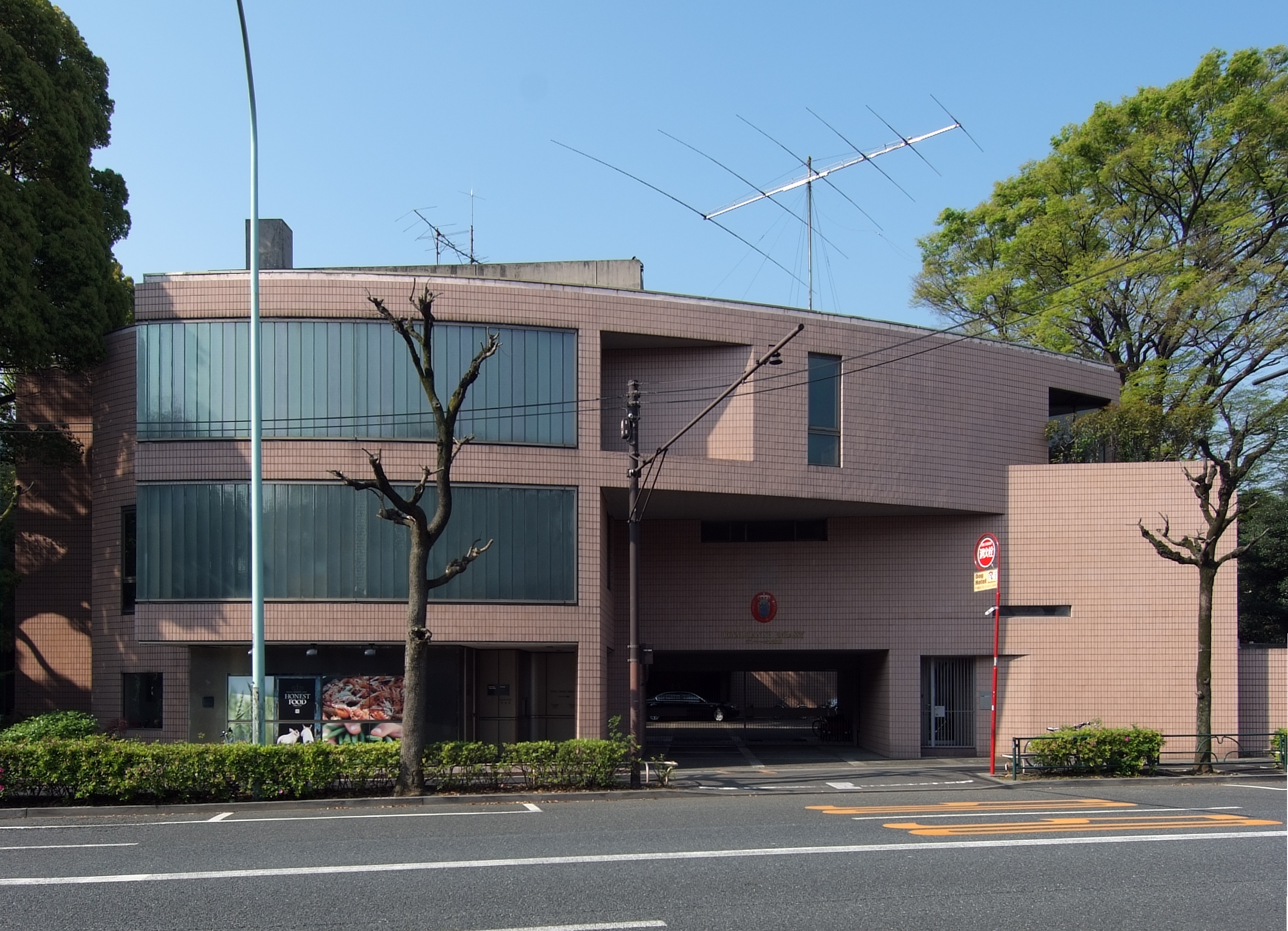
Ambassade à Tokyo.
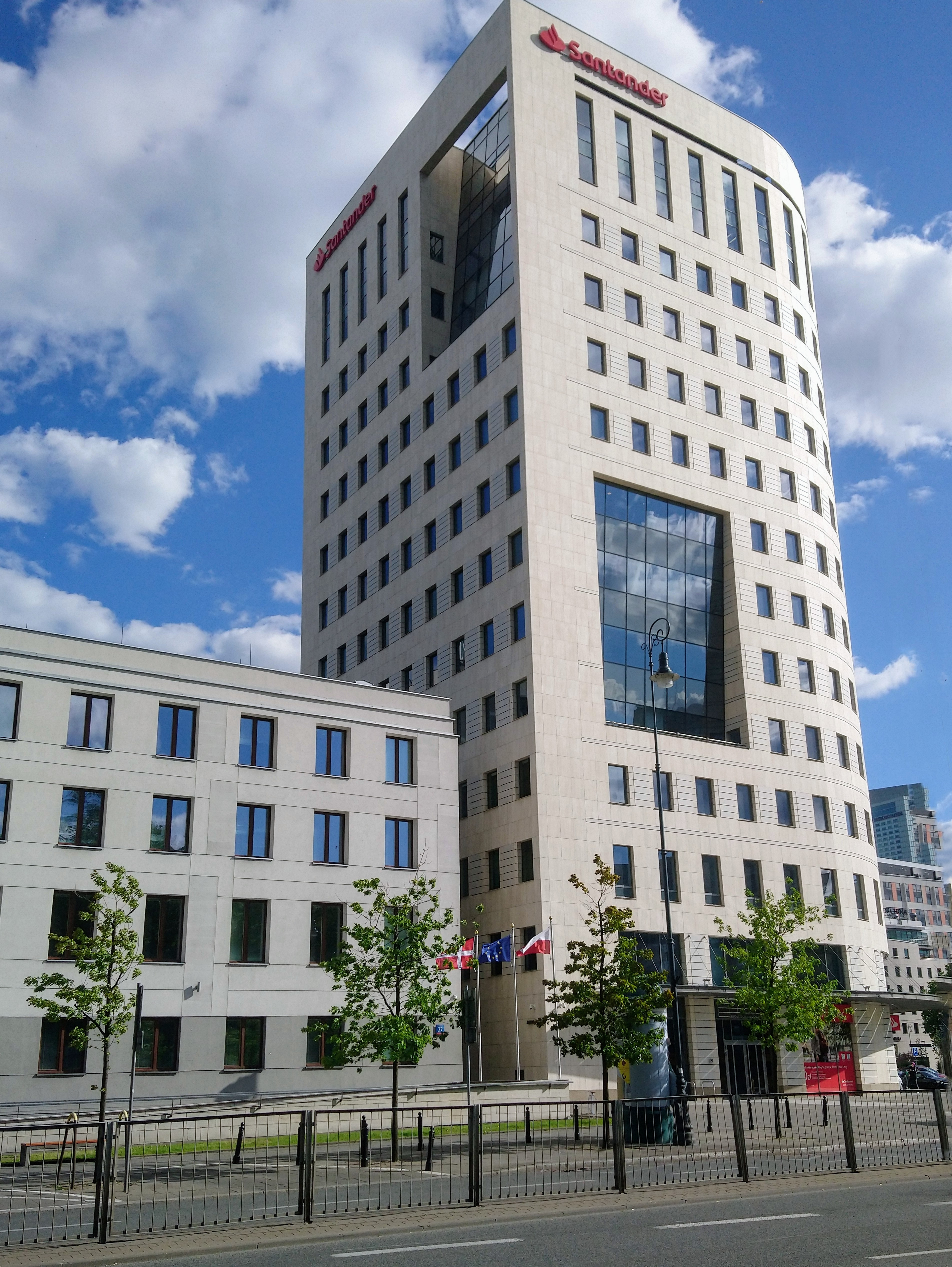
Ambassade à Varsovie.
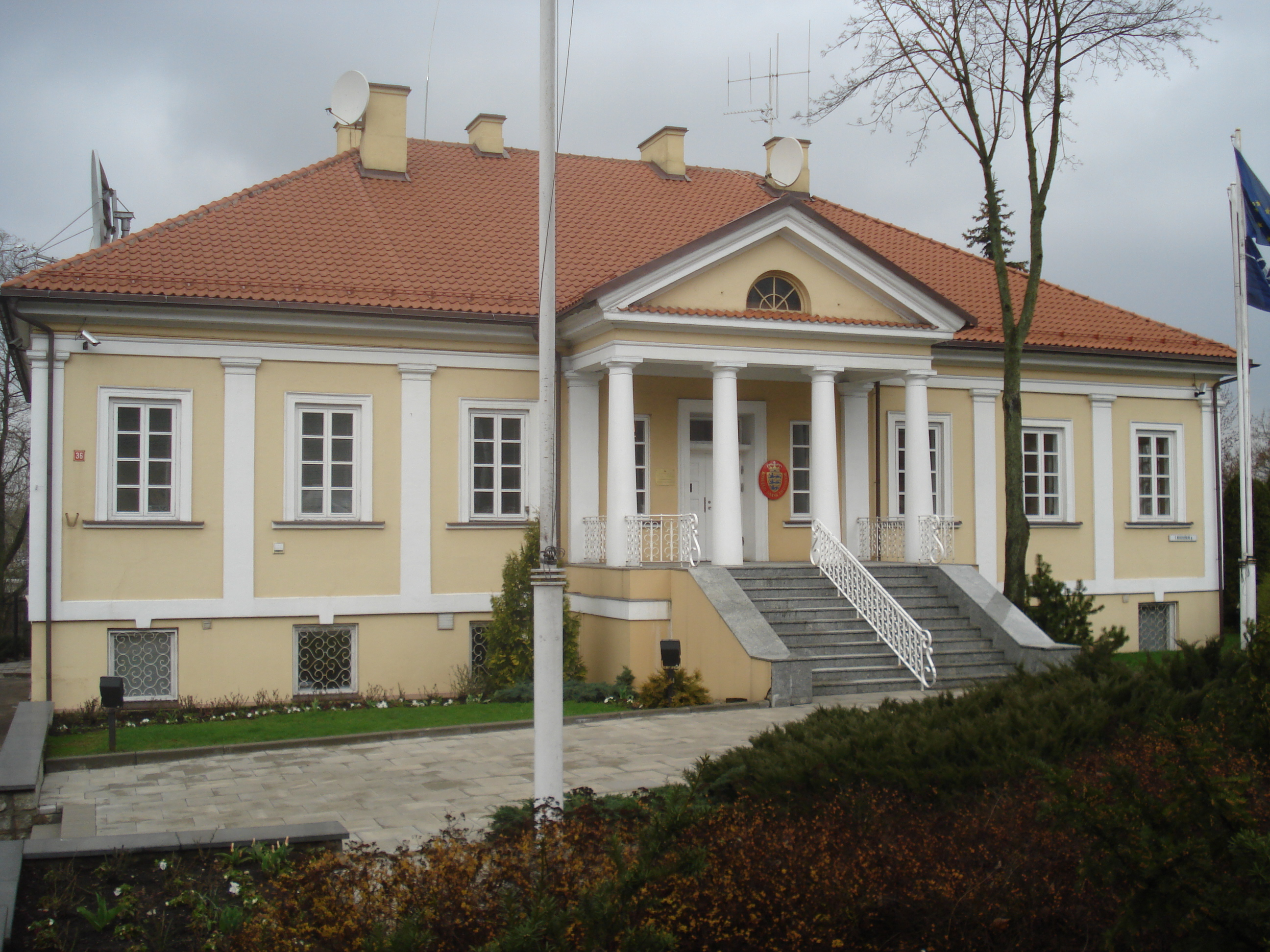
Ambassade à Vilnius.
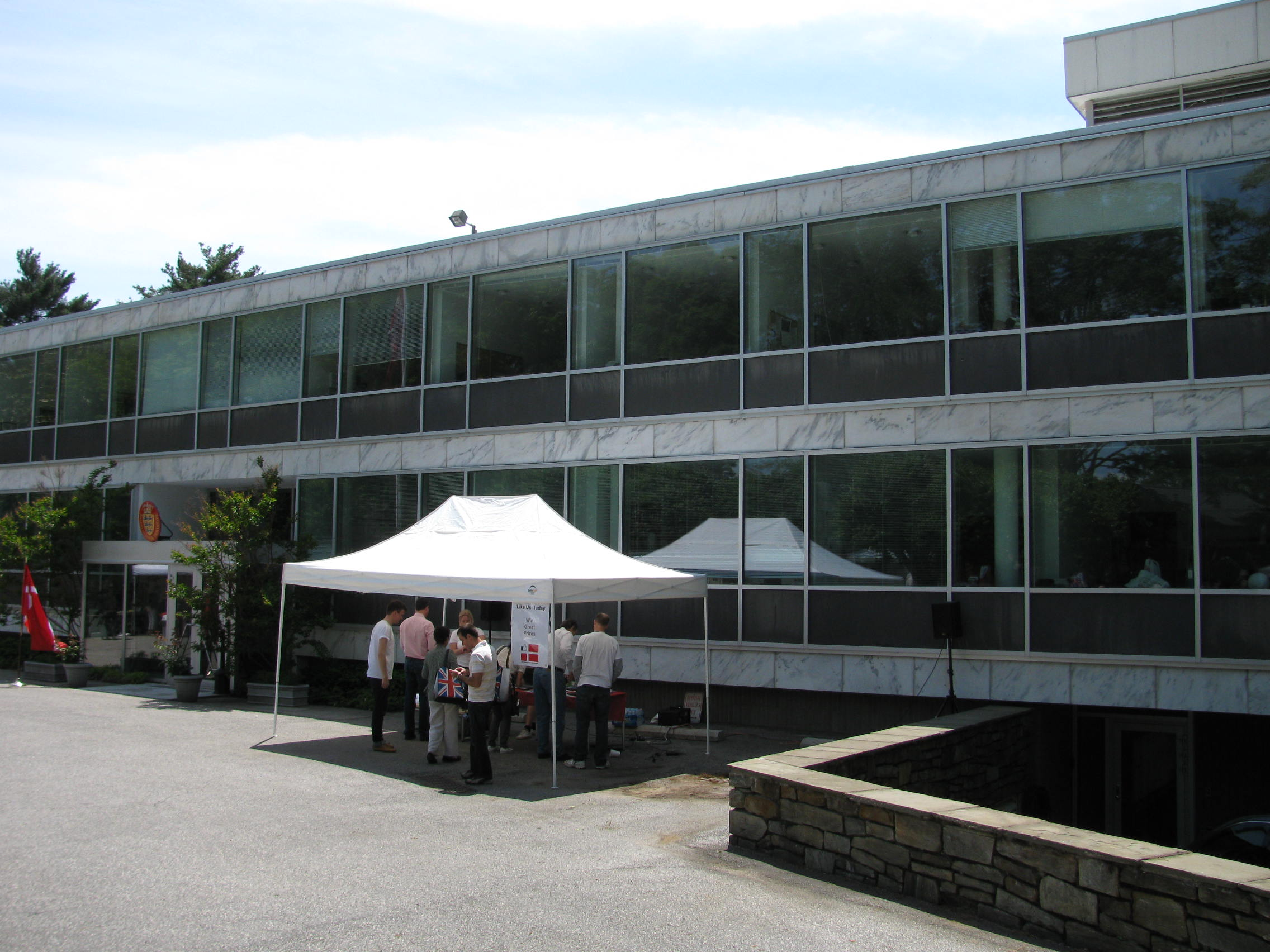
Ambassade à Washington.
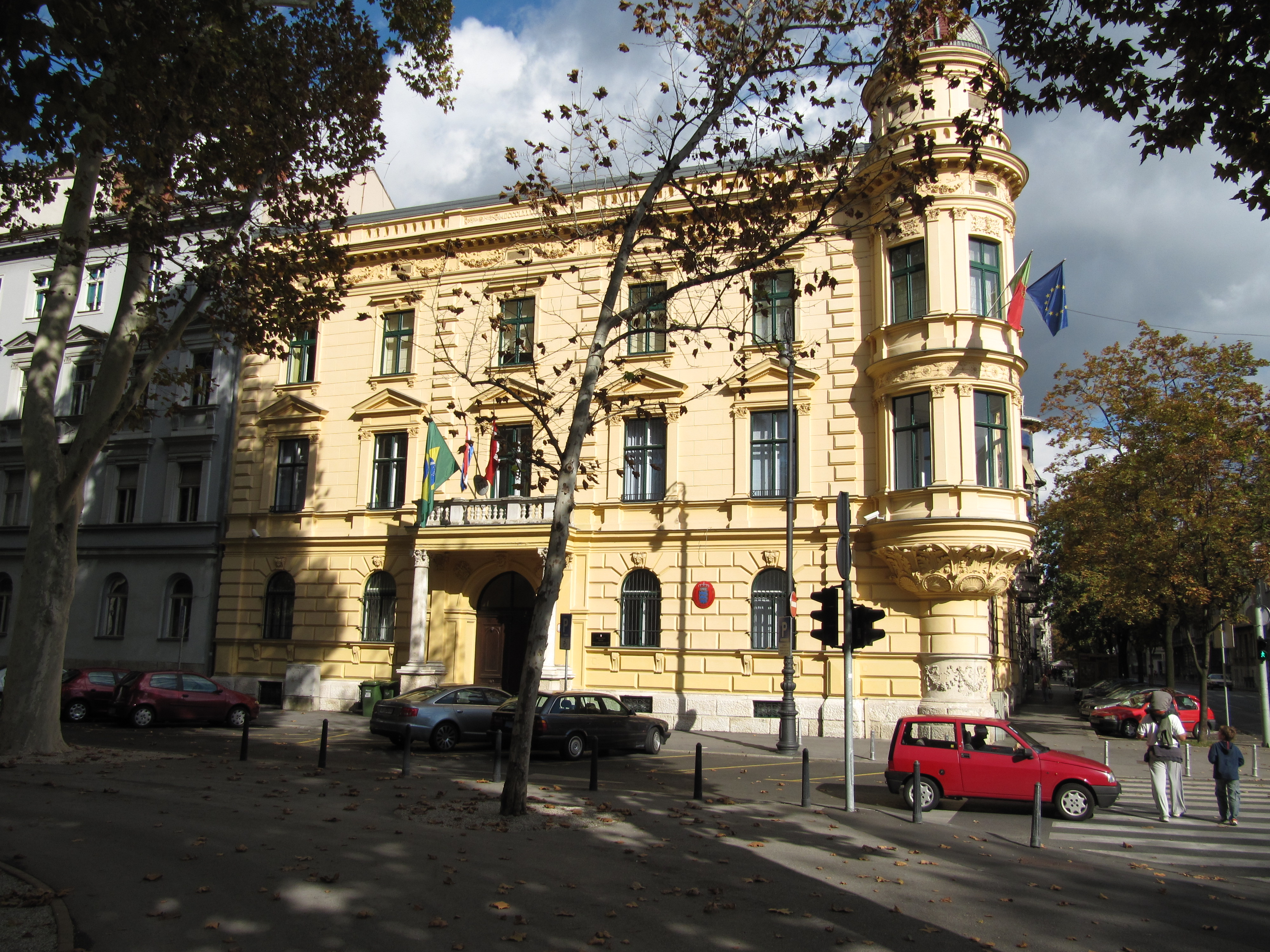
Ambassade à Zagreb.